# Malošište
Malošište (em cirílico: Малошиште) é uma vila da Sérvia localizada no município de Doljevac, pertencente ao distrito de Nišava. A sua população era de 2836 habitantes segundo o censo de 2011.

## Demografia
| 1948 | 1953 | 1961 | 1971 | 1981 | 1991 | 2002 | 2011 |
| ---- | ---- | ---- | ---- | ---- | ---- | ---- | ---- |
| 2542 | 2680 | 2818 | 3071 | 3085 | 3025 | 2933 | 2836 |